# Evgueni Dolmatovski

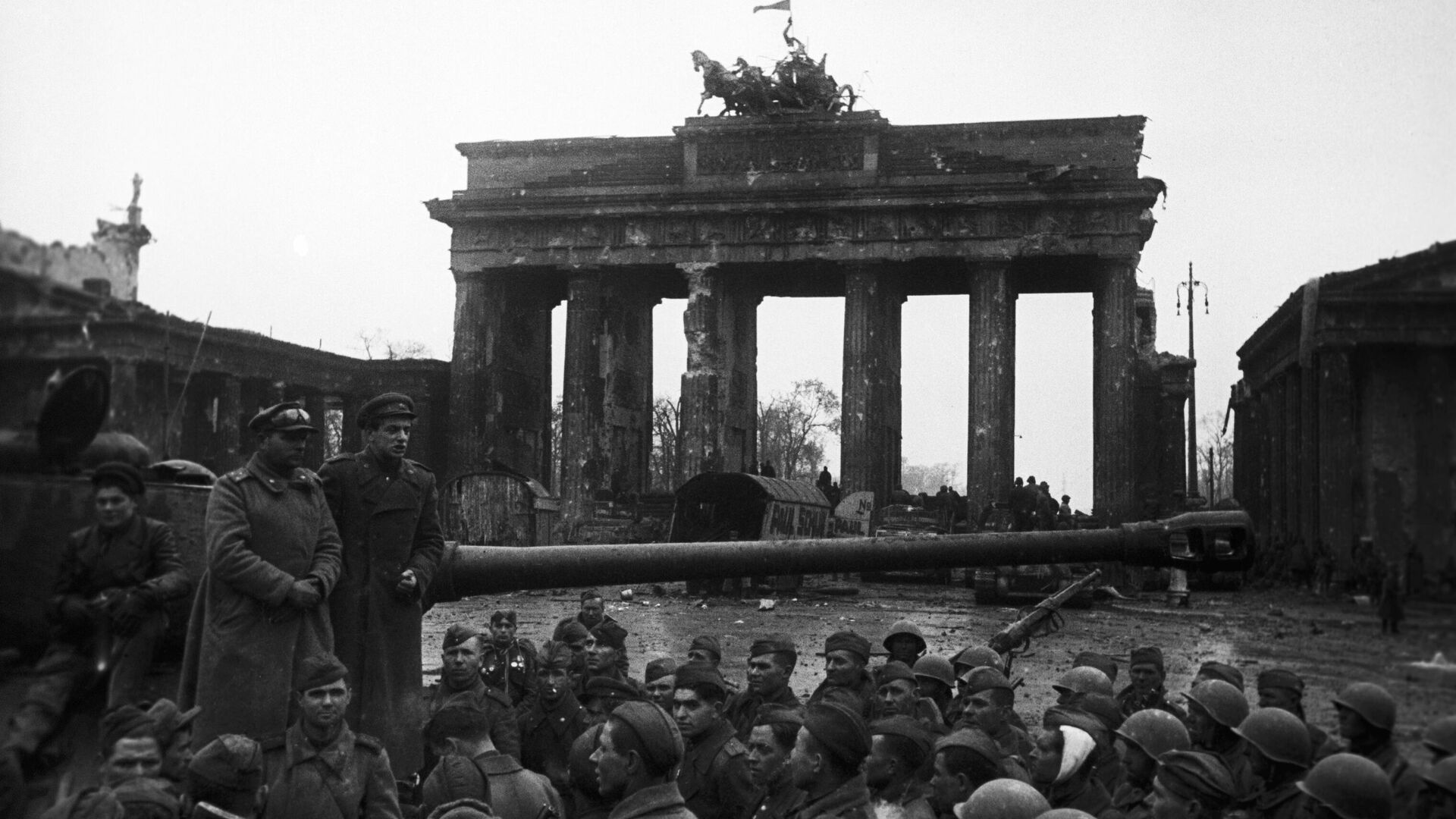
Еvgueni Dolmatovski lit de la poésie à la porte de Brandebourg, le 2 mai 1945, photographie d'Evgueni Khaldeï.

Evgueni Aronovitch Dolmatovski (Евге́ний Аро́нович Долмато́вский), né le 22 avril/5 mai 1915 à Moscou et mort le 10 septembre 1994 à Moscou, est un poète soviétique, auteur de nombreuses chansons connues, et correspondant de guerre.

## Biographie
Evgueni Dolmatovski naît dans la famille d'un avocat juif, Aron Moïsseïvitch Dolmatovski (1880-1939, mort pendant les purges staliniennes), et de son épouse Adela Meyerovna, née Ingal (morte à Moscou en 1958), fille d'un commerçant de Novograd-Volynski (gouvernement de Volhynie), Meyer Noutovitch Ingal, qui s'est installé en 1885 à Rostov-sur-le-Don. Du côté des Dolmatovski, son arrière-grand-père, Leïb Iosselevitch Dolmatovski, est arrivé à Rostov-sur-le-Don en 1846 où son fils Moïsseï a ouvert un magasin de prêt-à-porter.
Evgueni Dolmatovski passe son enfance à Rostov-sur-le-Don, puis à Moscou à partir de 1924. Il poursuit ses études à l'institut pédagogique où il commence déjà à publier dans la presse des pionniers. En 1932-1934, il travaille à la construction du métro de Moscou. En 1937, il est diplômé de l'institut de littérature. Son premier recueil de vers lyriques est publié en 1934. Lors d'une réunion du comité d'organisation de l'Union des écrivains soviétiques du 15 juin 1934, il est critiqué pour son amitié avec Pavel Vassiliev.
Son père est accusé le 28 mars 1938 de participation à une organisation contrerévolutionnaire; il est fusillé le 20 février 1939.
De 1939 à 1945, Dolmatovski est correspondant de guerre au sein de l'Armée rouge et participe à l'annexion de la Biélorussie occidentale à l'URSS, des suites de l'invasion de la Pologne, à la guerre d'Hiver contre la Finlande. En août 1941, alors que l'opération Barbarossa a été déclenchée, il se trouve au siège d'Ouman où il est grièvement blessé. Il est fait prisonnier et  parvient à s'enfuir, se cachant en territoire occupé par les Allemands. Le 4 novembre 1941, il arrive à traverser la ligne de front (il raconte cet événement dans son poème Disparu sans nouvelles et dans son livre de souvenirs, Le Passé. Notes d'un poète («Было: Записки поэта»). Après avoir été interrogé par le département spécial du NKVD, il retourne au combat en janvier 1942 avec le grade de commissaire de bataillon (major). Il est affecté à la division du colonel Alexandre Rodimtsev avec qui il était ami depuis 1939. Dolmatovski est blessé aux jambes à la bataille de Stalingrad. Il raconte les combats d'Ouman dans sa nouvelle Zelionaïa Brama,.
Il entre au PCUS en 1941. Il est correspondant de guerre jusqu'à l'acte de capitulation de l'Allemagne le 8/9 mai 1945. Il se trouve à Berlin à la chute de la capitale de l'ancien Reich. Une photographie célèbre d'Evgueni Khaldeï montre le jeune poète portant sous le bras un buste d'Hitler comme trophée, le 2 mai 1945, près du palais du Reichstag.
Dolmatovski fait partie de l'Union des écrivains soviétiques.
Il travaille à Stalingrad. Il est l'auteur du scénario du film Poème sur les Stalingradois, tourné par Viktor Magataïev pour la télévision de Volgograd en 1987. Ce film est consacré au 45е anniversaire du début de la bataille de Stalingrad.
Dolmatovski a surtout connu la popularité du public comme parolier avec des chansons très connues à l'époque, comme La Valse du hasard («Случайный вальс»,) Chanson du Dniepr («Песня о Днепре»), Les Engagés volontaires («Добровольцы») de Mark Fradkine, Mon aimée («Моя любимая») de Matveï Blanter, Second Cœur («Второе сердце»), La Ville préférée («Любимый город»), Lizaveta («Лизавета») de Nikita Bogoslovski, etc. dont beaucoup ont été chantées dans des films à grande audience, comme Les Combattants («Истребители», 1939), Alexandre Parkhomenko, Rencontre sur l'Elbe. Il a correspondu avec nombre d'écrivains de son temps.
Evgueni Dolmatovski meurt le 10 septembre 1994 des suites d'un traumatisme subi dans un accident de la circulation plusieurs semaines auparavant.
Il est enterré à Moscou au nouveau cimetière Donskoï,.

## Famille

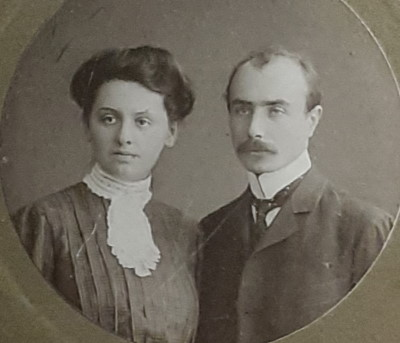
Les parents d'Evgueni Dolmatovski:
Aron et Adèle Dolmatovski,
en 1906 à Heidelberg.

- Frère: Iouri Dolmatovski, constructeur d'automobiles et historien de l'automobile.
- Oncle (mari de la sœur de sa mère, Anna Meyerovna Ingal): David Abramovitch Levine, juriste, journaliste, rédacteur et éditeur de La Gazette juridique, du journal Le Droit (1898-1917), de L'Aube, rédacteur aux journaux Liberté et Égalité et Notre vie; sa sœur Maria était l'épouse du gynécologue Nikolaï Samouilovitch Kannegiesser et après sa mort du traducteur Issaï Mandelstam.

Evgueni Dolmatovski a eu quatre compagnes et trois filles. Il était le cousin germain du sculpteur Vladimir Ingal.

## Quelques œuvres

### Recueils de poésie
- 1934: Лирика (Lirika)
- 1942: Песнь о Днепре (Chanson du Dniepr)
- 1944: Вера в победу (Foi en la victoire)
- 1949: Слово о завтрашнем дне (Parole sur demain)

### Paroles de chansons
- 1939: Любимый город (La Ville préférée) – Musique: Nikita Bogoslovski
- 1943: Случайный вальс (La Valse du hasard) – Musique: Mark Fradkine
- 1950: Родина слышит... (La Patrie entend) – Musique: Dmitri Chostakovitch
- 1956: Школьные годы (Les Années d'école) – Musique: Dmitri Kabalevski
- 1957: Если бы парни всей земли (Si tous les gars du monde) – Musique: Vassili Soloviov-Sedoï
- 1958: Комсомольцы-добровольцы (Les Volontaires du Komsomol) – Musique: Mark Fradkine
- 1958: За фабричной заставой… (Derrière l'avant-poste de l'usine...) – Musique: Mark Fradkine
- 1958: Вот так и живём... (C'est ainsi que nous vivons...) – Musique: Mark Grigorievitch Fradkine
- 1962: И на Марсе будут яблони цвести (Et les pommiers fleuriront sur Mars) – Musique: Vano Mouradeli

### Prose
- Зелёная брама: Документальная легенда об одном из первых сражений Великой Отечественной войны (1979-1989) (Zelionaïa Brama: légende documentaire sur l'une des premières batailles de la Grande Guerre patriotique) (1979-1989), Moscou, éd. Politizdat, 1989, 3e éd. 319 pages.
- Очевидец: Писатели на войне. (Témoin oculaire. Les écrivains dans la guerre), in Octobre, 1995, n° 5, pp. 3-78.

### Critique littéraire

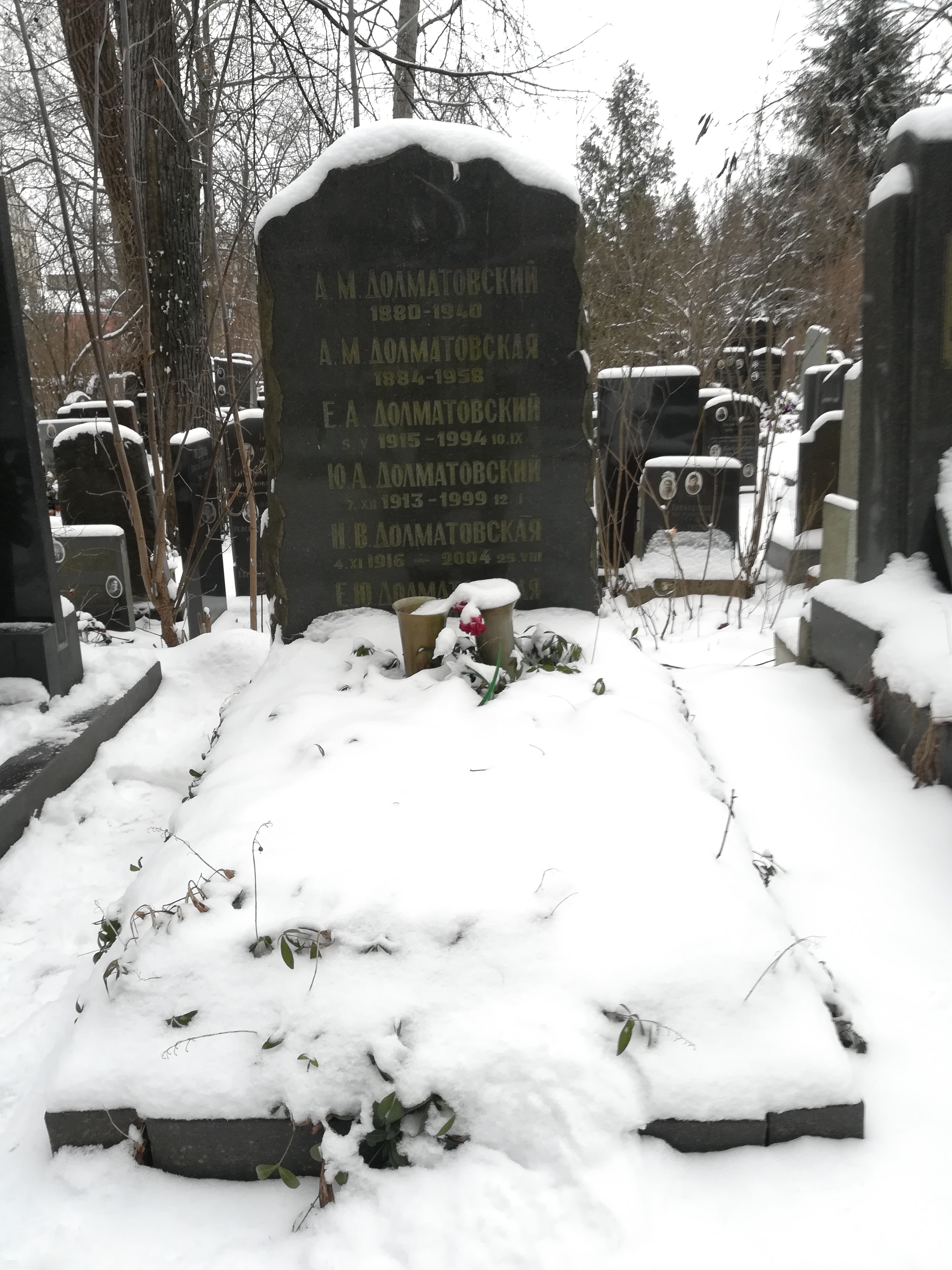
Tombe d'Evgueni Dolmatovski, de ses parents et d'autres membres de la famille.

- Из жизни поэзии (1965) De la vie de la poésie
- Молодым поэтам (1981) Aux jeunes poètes

## Distinctions
- Ordre de Lénine (16 novembre 1984), pour service dans le développement de la littérature soviétique et en lien avec le 50e anniversaire de la formation de l'Union des écrivains soviétiques[11]
- Ordre de la Révolution d'Octobre (( mai 1975)
- 2 ordres de la Guerre patriotique de Ire classe (12 septembre 1944[12]; 11.03.1985[13])
- 2 ordres du Drapeau rouge du Travail (1965, ?)
- Ordre de l'Étoile rouge (29 janvier 1943)[14]
- Ordre de l'Insigne d'honneur (31 janvier 1939)
- Médaille du Mérite au combat (1940)
- Médaille pour la Défense de Stalingrad
- Diverses médailles
- Prix Staline de IIIe classe (1950), pour son recueil de poésies Parole sur demain («Слово о завтрашнем дне», 1949)
- Médaille Alexandre Fadeïev (1983)